# Simeria
Simeria (rumænsk udtale [siˈmeri.a]; tysk: Fischdorf; ungarsk: Piski) er en by i distriktet Hunedoara i Transsylvanien, Rumænien, og et vigtigt jernbaneknudepunkt med pukkelbanegård. Seks landsbyer er administreret af byen: Bârcea Mare (Nagybarcsa), Cărpiniș (Gyertyános), Simeria Veche (Ópiski), Sântandrei (Szentandrás), Șăulești (Sárfalva) og Uroi (Arany).
Byen har 11.268 (2021) indbyggere.

## Beliggenhed
Simeria ligger ved sammenløbet af floderne Strei og Mureș (Mieresch), syd for Metaliferi-bjergene. Distriktets hovedstad Deva ligger ca. 10 km vest for Simeria.